# 星野早
星野 早（ほしの さき、8月3日 - ）は、日本の元女性声優。ピアレスガーベラに所属していた。北海道出身。以前はミディアルタに所属していた。2017年3月31日に声優を廃業しコールセンターに勤務。既婚。

## 出演作品

### テレビアニメ
2011年
- Fate/Zero（男の子）
- スイートプリキュア♪（女子生徒）

2012年
- アイカツ!（女性キャスター）
- 獣旋バトル モンスーノ（ラチェット、テス）
- パパのいうことを聞きなさい!（男子生徒）

2014年
- ガイストクラッシャー（カウンセラー）
- 遊☆戯☆王ARC-V（オペレーター）

### 劇場アニメ
2011年
- friends もののけ島のナキ（コロボ）

### ゲーム
- お菓子な島のピーターパン
- スカイリム
- チェインクロニクル

### ドラマCD
- 十五少年漂流記（コスター）
- 妄想ボイスCD【ごっこ編】『キャバクラごっこCD』（星空きらり）

### 吹き替え
- パワーレンジャー・S.P.D.

### ボイスオーバー
- NHK世界の名峰グレートサミッツ〜南米アコンカグア〜

### ナレーション
- KERASTASE カノイ梅田店ナレーション